# Кара-Тейит
Кара-Тейит (кирг. Кара-Тейит) — село в Чон-Алайском районе Ошской области Кыргызстана. Входит в состав Жекендинского айылного аймака.

## География
Село расположено в юго-западной части области, в высокогорной зоне, на берегах реки Ок-Суу (правый приток Кызылсу), на расстоянии приблизительно 36 километров (по прямой) к западо-юго-западу от села Дараут-Курган, административного центра района. Абсолютная высота — 2336 метров над уровнем моря.

## Население
Согласно оценочным данным Национального статистического комитета Кыргызской Республики, численность населения села на начало 2023 года составляла 1502 человека.
| год     | 2009 | 2014 | 2015 | 2020 | 2021 | 2023 |
| ------- | ---- | ---- | ---- | ---- | ---- | ---- |
| человек | 1066 | 1223 | 1264 | 1424 | 1439 | 1502 |